# Bomolocha vega
Bomolocha vega är en fjärilsart som beskrevs av Smith. Bomolocha vega ingår i släktet Bomolocha och familjen nattflyn. Inga underarter finns listade i Catalogue of Life.